# Diplocephalus gravidus
Diplocephalus gravidus là một loài nhện trong họ Linyphiidae.
Loài này thuộc chi Diplocephalus. Diplocephalus gravidus được Embrik Strand miêu tả năm 1906.